# Albumentations
Albumentations — библиотека с открытым исходным кодом для аугментации изображений, созданная Александром Буслаевым, Владимиром Игловиковым и Алексом Париновым. Она предоставляет гибкий и эффективный инструмент для увеличения данных в задачах компьютерного зрения.
Аугментация данных — это метод искусственного увеличения объема набора данных за счет создания новых изображений с помощью различных преобразований, таких как вращение, масштабирование, отражение и корректировка цвета. Это улучшает работу моделей машинного обучения, обеспечивая более разнообразный набор обучающих примеров.
Albumentations, основанная на широко используемой библиотеке компьютерного зрения OpenCV, предлагают высокопроизводительные реализации различных функций обработки изображений. Библиотека также предоставляет богатый набор функций преобразования изображений и простой API для их объединения, позволяя пользователям создавать индивидуальные конвейеры аугментаций, подходящие для их задач.

## Внедрение
С момента создания в 2018 году Albumentations зарекомендовала себя в сообществе компьютерного зрения и глубокого обучения, находя применение в академических исследованиях, открытых проектах и соревнованиях по машинному обучению.
Научная работа о библиотеке «Albumentations: быстрые и гибкие аугментации изображений» получила более 1000 цитирований, подчеркивая ее значимость в области компьютерного зрения. Библиотека также стала основой для более 12 000 пакетов, указанных на странице зависимостей GitHub.
Кроме того, Albumentations применялась во многих победительских решениях соревнований по компьютерному зрению, включая конкурс DeepFake Detection на Kaggle с призом в 1 миллион долларов.

## Пример
Следующий простой пример показывает функциональность библиотеки:
```
import
 
albumentations
 
as
 
A

import
 
cv2

# Declare an augmentation pipeline

transform
 
=
 
A
.
Compose
([

    
A
.
RandomCrop
(
width
=
256
,
 
height
=
256
),

    
A
.
HorizontalFlip
(
p
=
0.5
),

    
A
.
RandomBrightnessContrast
(
p
=
0.2
),

])

# Read an image with OpenCV and convert it to the RGB colorspace

image
 
=
 
cv2
.
imread
(
"image.jpg"
)

image
 
=
 
cv2
.
cvtColor
(
image
,
 
cv2
.
COLOR_BGR2RGB
)

# Augment an image

transformed
 
=
 
transform
(
image
=
image
)

transformed_image
 
=
 
transformed
[
"image"
]

```

## Рекомендации
1. ↑  First Commit (5 июня 2018). Дата обращения: 3 апреля 2023. Архивировано 31 марта 2023 года.
2. ↑  Alexander Buslaev, Vladimir Iglovikov, Alex Parinov, Eugene Khvedchenya, Alexandr A Kalinin (2020). Albumentations: Fast and Flexible Image Augmentations. Information. 11 (2). MDPI: 125. doi:10.3390/info11020125. Архивировано 31 марта 2023. Дата обращения: 3 апреля 2023.{{cite journal}}:  Википедия:Обслуживание CS1 (множественные имена: authors list) (ссылка) Википедия:Обслуживание CS1 (не помеченный открытым DOI) (ссылка)
3. ↑  Albumentations GitHub Dependents. GitHub. Дата обращения: 31 марта 2023. Архивировано 31 марта 2023 года.
4. ↑  Albumentations - Who's Using? Albumentations. Дата обращения: 31 марта 2023. Архивировано 31 марта 2023 года.